# Tears of anri
『tears of anri』（ティアーズ・オブ・アンリ）は2007年9月12日にリリースされた杏里の初のカバー・アルバム。

## 解説
かつて杏里は他人の曲のカバーはごく少数（「遥かなる影」「愛燦燦」など）しか行っていなかった自身にとって初のカバー・アルバム。「悲しみがとまらない」のセルフカバーも収録されている。

## 収録曲
編曲：パパダイスケ（特記以外）清水信之（6,7,9）武藤良明（8）
1. 夜空ノムコウ（SMAP）
2. 優しい雨（小泉今日子）
3. 探偵物語（薬師丸ひろ子）
4. 悲しみがとまらない（杏里）
5. LOVE IS ALL～愛を聴かせて～
シャーリーンの「愛はかげろうのように」を椎名恵がカバーした楽曲
6. あなたのキスを数えましょう 〜You were mine〜（小柳ゆき）
7. やさしいキスをして（DREAMS COME TRUE）
8. 雨（森高千里）
9. 会いたい（沢田知可子）
10. 雨音はショパンの調べ（小林麻美）
11. 聖母たちのララバイ（岩崎宏美）